# Pelikaanalen
Pelikaanalen (Saccopharyngidae) zijn een familie van straalvinnige vissen uit de orde van Alen (Saccopharyngiformes).

## Geslacht
- Saccopharynx Mitchill, 1824